# Reisebekanntschaften (1973)
Reisebekanntschaften ist ein sowjetischer Spielfilm von Wassili Schukschin aus dem Jahr 1973.

## Handlung
Der Traktorist Iwan lebt in einem sibirischen Dorf hoch im Norden des Landes. Er darf von seiner Kolchose organisiert zur Kur ans Meer fahren. Eigentlich will er seine beiden Kinder mitnehmen, doch hat seine Mutter Bedenken. So fährt er am Ende mit seiner Frau Njura los. Im Zugabteil machen beide zunächst Bekanntschaft mit einem unfreundlichen Herrn, der beiden ironisch wegen ihrer Herkunft begegnet und mit dem der aufbrausende Iwan fast eine Schlägerei beginnt. Der Mann wird schließlich vom Schaffner in ein anderes Abteil gebracht. Iwan und Njura teilen sich ihr Abteil nun mit Wiktor, der einen großen Koffer bei sich trägt, den er mit einem Messer öffnet. Er gibt vor, die Schlüssel für den Koffer zu Hause liegen gelassen zu haben. In Wirklichkeit jedoch hat er den Koffer gestohlen. In ihm befindet sich Bargeld, eine Flasche Wodka, die Wiktor sofort öffnet, und auch eine teure Bluse, die er Njura schenkt. Alle drei trinken nun Wodka, bis der unfreundliche Passagier am nächsten Bahnhof Iwan bei einem Polizisten anzeigt. Der warnt den naiven Iwan jedoch nur vor Wiktor, der beiden am helllichten Tag Alkohol auf nüchternen Magen verabreicht – Iwan solle vorsichtig sein. Wiktor verschwindet schon bald mit seinem Koffer und springt vom fahrenden Zug ab. Die Polizei sucht nach ihm und Iwan und Njura erfahren, dass sie es mit einem Dieb zu tun hatten. Sie werden von der Polizei zu Wiktor befragt und Njura lässt heimlich die geschenkte Bluse verschwinden.
Beide sind nun misstrauisch geworden. Als Professor Sergei Stepanow neu in ihr Abteil kommt, reagieren beide abwehrend und Iwan bezichtigt ihn schließlich, sie bestehlen zu wollen. Erst der Schaffner kann Iwan zurechtweisen und erklärt beiden, dass Stepanow Sprachwissenschaftler sei. Stepanow ist sogar im Fernsehen aufgetreten und wird von anderen Reisenden erkannt. Man lädt ihn in ein anderes Abteil ein und auch Iwan darf mitkommen. Sie singen und Iwan trinkt etwas zu viel Alkohol, woraufhin er zum Leidwesen von Njura geschwätzig wird. Am nächsten Tag jedoch hat er seine Eskapaden vom Vortag vergessen. Stepanow lädt beide für zwei Wochen nach Moskau ein, von wo aus sie ihre Reise in den Süden fortsetzen sollen. Stepanow interessieren vor allem die Sprachaspekte der beiden „einfachen Leute vom Land“. Sie gehen mit Stepanows Tochter in der Großstadt einkaufen und Iwan erzählt am Ende in der Fernsehsendung Stepanows eine Episode aus dem Bauernleben.
Iwan und Njura fahren endlich in den Süden und kommen im Sanatorium an. Der leitende Chefarzt zeigt sich überrascht, dass Iwan seine Frau mitgebracht hat, sei ein Kuraufenthalt doch keine Urlaubsreise. Iwan versucht, ihm linkisch Geld zuzustecken, doch weist der Arzt den Bestechungsversuch zurück. Am Ende kann Njura bleiben – sie hat bei einer Ärztin des Sanatoriums Quartier bezogen und berichtet den in Sibirien zurückgebliebenen Verwandten von der Schönheit des Meeres und der Gegend.

## Produktion
Reisebekanntschaften war der vorletzte Film (vor Kalina Krassnaja – Roter Holunder), bei dem Wassili Schukschin Regie führte. Seine Ehefrau Lidija Fedossejewa-Schukschina spielte auch im Film seine Frau. Drehorte des Filmes waren unter anderem Moskau und das Altaigebirge.
Reisebekanntschaften erlebte am 2. April 1973 seine Premiere. Am 23. April 1976 kam der Film in die Kinos der DDR und lief am 9. Juli 1977 erstmals auf DFF 2 im Fernsehen der DDR. Im Rahmen der Russian Cinema Council Collection erschien der Film 2006 mit deutschen Untertiteln auf DVD.

## Kritik
Für den film-dienst war Reisebekanntschaften „ein aufschlußreicher und liebevoller Film, […] der ironisch die Schwächen des sowjetischen Alltags aufspießt.“